# Гробница Фэн Хэту

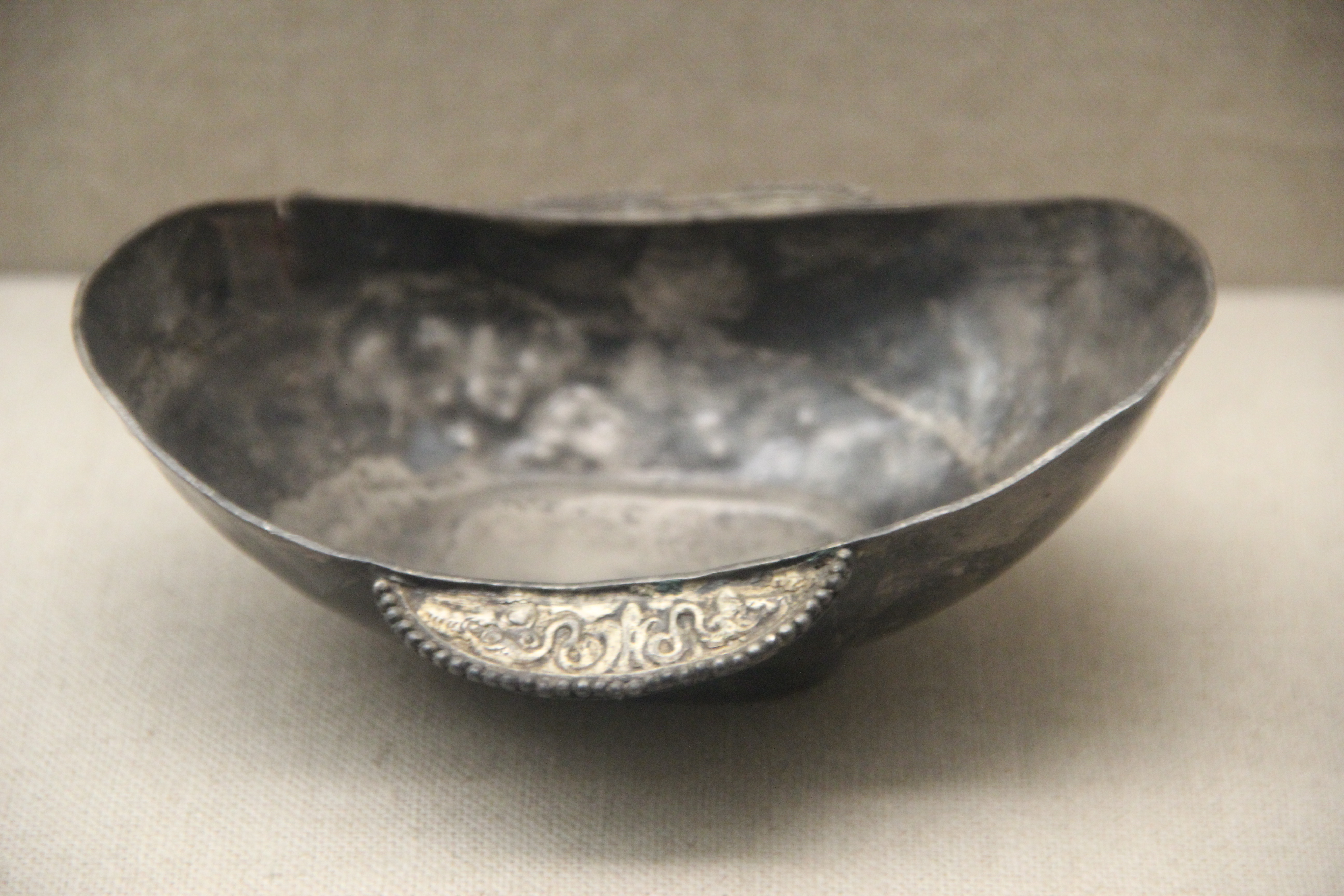
Серебряный сосуд иностранного (по отношению к Китаю) происхождения из гробницы Фэн Хэту. Музей провинции Шаньси (англ.).

Гробница Фэн Хэту — древнекитайская гробница высокопоставленного сановника империя Северной Вэй по имени Фэн Хэту (кит. 封和突, пиньинь Fēng Hétū, 438—501), вероятней всего, сяньбинца по национальности. Примечательна наличием среди погребального инвентаря нескольких нескольких предметов, изготовленных за пределами Китая.
Гробница была обнаружена в сентябре 1981 года в деревне Сяочань, в пяти километрах к западу от Датуна (современная провинция Шаньси). Гробница была частично разрушена. В ней было найдено три серебряных сосуда, привезённых из-за границ Китая. Они, вероятнее всего, были созданы в Кушано-Сасанидском царстве в III или IV веках нашей эры. Один из обнаруженных сосудов (блюдо со сценой охоты) почти идентично другому блюду того же периода, найденному археологами в Кабуле, то есть, непосредственно на территории исторического Кушано-Сасанидского царства.
В гробнице также была найдена эпитафия с кратким жизнеописанием Фэн Хэту. Из ней археологи узнали, что он умер в 501 году в Чанъане и был перезахоронен в свое родной деревне Сяочань в 504 году.
Ныне предметы, найденные в гробнице, входят в коллекцию китайского государственного музея провинции Шаньси (en:Shanxi Museum) в административном центре провинции, городе Тайюане.